# Miroslav Kozák
Miroslav Kozák (* 13. Dezember 1952) ist ein tschechischer und ehemaliger tschechoslowakischer Politiker der Kommunistischen Partei KSČ (Komunistická strana Československa) beziehungsweise später der Folgepartei Kommunistischen Partei Böhmens und Mährens (KSČM). 
Kozák vertrat vom 23. Oktober 1976 bis Juni 1981 den Wahlkreis Nr. 60 (Liberec-Nord, Nordböhmen) während einer Wahlperiode in der Kammer der Nationen (Sněmovna národů) der Föderationsversammlung (Federální shromáždění). Er zog 1976 als jüngster Abgeordneter in das Parlament ein. Etwas älter war Věra Vacíková aus Südböhmen.
Kozák wurde nach der Samtenen Revolution und Landesteilung kommunalpolitisch aktiv. Nach den Kommunalwahlen von 1998 bis 2010 vertrat er die kommunistische KSČM als Mitglied des Stadtrats von Nové Město pod Smrkem.
Kozák übte verschiedene Berufe aus, er arbeitete unter anderem als Elektriker (1976), Arbeiter (1998), Heizer (2002) und Kläranlagen-Meister (2010).